# Termen tehnic
În general, un termen tehnic este un termen de specialitate care denumește o anumită noțiune dintr-o disciplină sau domeniu de activitate.  În particular, este un termen specific tehnicii.
Termenii tehnici sunt printre cele mai mobile elemente ale vocabularului.

## Tipuri de termeni tehnici
În funcție de categoria de specializare, sunt clasificați în:
- termeni generali, care au domeniu larg de aplicare;
- termeni specifici, utilizați doar într-un domeniu de activitate;
- termeni interdisciplinari.

În funcție de structură, sunt împărțiți în:
- termeni simpli, care pot fi derivați și nederivați;
- termeni complecși, (de exemplu: cuptor cu microunde);
- termeni compoziți, (de exemplu: supapă de accelerație).